# Sing-along
Por Sing-along (algo como "cante junto", em tradução do inglês para o português) entende-se uma forma de cantar em que um grupo de pessoas executa uma ou mais músicas juntos, em reuniões ou festas, mas de forma menos formal do que em um coral. 
Normalmente as músicas executadas em formato Sing-along são canções folclóricas, canções patrióticas, canções infantis, espirituais, Marchinha de Carnaval, canções juninas, canções sem sentido, canções humorísticas, hinos e canções para beber. Essa forma de canto informal pode ser acompanhada por um ou mais instrumentos musicais e/ou um ou mais cantores, além de movimentos corporais, pisadas e/ou palmas. Geralmente são realizadas em áreas rurais, muitas vezes chamadas de "círculos de música" e às vezes organizadas por grupos ou organizações formais, como igrejas, por exemplo. Às vezes, músicos individuais compartilham suas próprias músicas com o grupo, mas mais frequentemente um indivíduo sugere uma música para que todo o grupo cante junto.
O ato de cantar em Sing-along contribui para um sentimento de pertencimento entre pessoas que pensam da mesma forma.

## Na pré-história humana
Cantar em grupos é uma das características universais das culturas musicais humanas, e o canto em grupo tem sido frequentemente sugerido como a forma primária da atividade musical humana primitiva. Teoriza-se que o canto em grupos humanos promovia principalmente a coesão dentro dos grupos humanos, e possivelmente era usado para defender grupos humanos de predadores e competidores.

## No mundo animal
A vocalização em grupo é conhecida em várias espécies animais. Por exemplo, sabe-se que um bando de leões e uma matilha de lobos vocalizam juntos (supostamente para defender seu território), embora alguns estudiosos não caracterizem suas vocalizações como " canto ". Os gibões cantam em grupos familiares (casais cantam juntos, às vezes com seus filhos). Várias espécies de pássaros também cantam em duetos e coros, principalmente nos trópicos.